# Lars Frydén
Lars Yngve Frydén, född 22 juli 1927 i Borås församling, Älvsborgs län, död 25 oktober 2001 i Sollentuna församling, Stockholms län, var en svensk violinist, musikforskare och pedagog.

## Biografi
Frydén studerade vid Kungliga Musikhögskolan 1943–1948 för bland andra Charles Barkel samt vid Schola Cantorum Basiliensis i Basel. Han debuterade 1949 och var mellan 1952 och 1958 förste violinist i Konsertföreningen i Stockholm, där han även framträdde som solist.  Mellan 1958 och 1992 var han lärare i ensemblespel vid Edsbergs musikinstitut i Sollentuna kommun. Han hade konsultuppdrag vid Institutionen för musikakustik vid KTH från 1965.
Lars Frydén var primarie i den av honom grundade Frydénkvartetten, som också bestod av Tullo Galli, Björn Sjögren och Bengt Ericson, mellan 1947 och 1974, samt i Musica Holmiae 1960–1974.
Lars Frydén invaldes som ledamot nr 799 av Kungliga Musikaliska Akademien den 16 oktober 1975, erhöll Franz Berwalds minnesmedalj 1968, Jean Sibelius minnesmedalj 1968, Medaljen för tonkonstens främjande 1977, Pro Musica Antiqua 1981, samt fick professors namn och promoverades till teknologie hedersdoktor vid KTH 1993.
Tonsättaren och vännen Sven-Erik Bäck tillägnade Frydén sin komposition "Utopia" för violin o "ren" synthesizer 1992.
Lars medverkade som barnskådespelare i filmen Den blomstertid från 1940 i regi av Alf Sjöberg, där han spelade klockaren Sture Lagerwalls fiolelev och även stod för fiolspelet då denne spelade.